# محوطه مریان ۳
محوطه مریان ۳ مربوط به دوران پیش از تاریخ ایران باستان است و در شهرستان طوالش، بخش مرکزی، روستای مریان واقع شده و این اثر در تاریخ ۲۷ بهمن ۱۳۸۲ با شمارهٔ ثبت ۱۱۰۰۶ به‌عنوان یکی از آثار ملی ایران به ثبت رسیده است.